# Lenka Ilavská
Lenka Ilavská, née le 5 mai 1972 à Liptovský Mikuláš, est une coureuse cycliste slovaque des années 1990.
Sa plus grande victoire fut un Tour d'Italie en 1993.

## Palmarès
- 1992
  - 3e du Tour du Portugal féminin
- 1993
  -  Championne de Slovaquie du contre-la-montre
  - Tour d'Italie féminin
  - 6e étapes et  vainqueure du classement de la montagne
  - Tour du Portugal féminin
  - 2e du championnat de Slovaquie sur route
- 1994
  - 7e étapes du Tour d'Italie
  -  Championne de Slovaquie sur route
  -  Championne de Slovaquie du contre-la-montre
- 1995
  -  Championne de Slovaquie du contre-la-montre
- 1996
  -  Championne de Slovaquie sur route
  -  Championne de Slovaquie du contre-la-montre
- 1997
  -  Championne de Slovaquie sur route
  -  Championne de Slovaquie du contre-la-montre
- 1998
  -  Championne de Slovaquie sur route
  -  Championne de Slovaquie du contre-la-montre
- 1999
  -  Championne de Slovaquie sur route
- 2000
  -  Championne de Slovaquie du contre-la-montre
- 2001
  -  Championne de Slovaquie sur route
  -  Championne de Slovaquie du contre-la-montre

### Classements mondiaux
| Année                                 | 2000 | 2001 |
| ------------------------------------- | ---- | ---- |
| Classement UCI                        | 70e  | 126e |
| Coupe du monde                        | 57e  | nc   |
|                                       |      |      |
| Légende : nc = non classéSource : UCI |      |      |

## Palmarès enduathlon
- 2002
  -  Médaillée de bronze au championnat du monde de duathlon longue distance